# Morti nel 1383
| Questa pagina contiene informazioni ricavate automaticamente dalle voci biografiche con l'ausilio del template Bio e di un bot. L'aggiornamento è periodico e automatico e ricostruisce completamente la pagina. Se manca una persona in questa lista, sei pregato di non aggiungerla, ma accertati piuttosto che la sua voce biografica contenga il template Bio e che i dati anagrafici siano correttamente compilati. Se il template Bio manca, inseriscilo tu stesso o, in alternativa, metti l'avviso {{tmp\|Bio}} che ne segnala la mancanza. Se i dati riportati sono sbagliati, correggi direttamente la voce biografica; le modifiche saranno visibili in questa lista entro pochi giorni. Per chiarimenti vedi il progetto biografie. La lista contiene solo le 32 persone che sono citate nell'enciclopedia e per le quali è stato implementato correttamente il template Bio. Pagina aggiornata al 10 ago 2025. |

- 1º marzo - Amedeo VI di Savoia, nobile (n. 1334)
- 3 marzo - Benedetta d'Arborea, nobile italiana (n. 1365)
- 3 marzo - Ugone III di Arborea, re
- 24 aprile - Enrico III di Meclemburgo-Schwerin, duca tedesco (n. 1337)
- 5 giugno - Dmitrij Konstantinovič, russo (n. 1323)
- 13 giugno - Pierre-Raymond de la Barrière, cardinale francese
- 15 giugno - Giovanni VI Cantacuzeno, imperatore bizantino (n. 1292)
- 21 giugno - Lalle II Camponeschi, nobile italiano
- 17 luglio - Giacomo del Balzo, imperatore
- 26 luglio - Isabella di Valois, nobile francese (n. 1313)
- 31 luglio - Benedetto Ardinghelli, vescovo cattolico italiano
- 4 agosto - Liubartas, principe lituano
- 13 ottobre - Pietro da Moglio, notaio e letterato italiano
- 29 ottobre - Ferdinando I del Portogallo, re portoghese (n. 1345)
- 21 novembre - Jean de Cros, cardinale e vescovo cattolico francese
- 6 dicembre - Martinho de Zamora, cardinale e vescovo cattolico portoghese
- 8 dicembre - Venceslao I di Lussemburgo, conte (n. 1337)
- 25 dicembre - Beatrice di Borbone, sovrana (n. 1320)
- 30 dicembre - Guillaume de Chanac, cardinale e vescovo cattolico francese (n. 1320)
- Gabriele Adorno, doge (n. 1320)
- Benedetto Cerretani, vescovo cattolico italiano
- John De la Mare, cavaliere medievale britannico
- Panacea De' Muzzi, italiana (n. 1368)
- Gabriele Dondi dall'Orologio, medico e letterato italiano (n. 1328)
- Giovanni Gaddi, pittore italiano
- Giovanni da Legnano, giurista italiano
- Elisabetta Gonzaga, nobile italiana (n. 1348)
- Birger Gregersson, arcivescovo cattolico e scrittore svedese (n. 1327)
- Radu I di Valacchia, principe
- Rodolfo IV d'Asburgo-Laufenburg, condottiero tedesco (n. 1322)
- Niccolò III dalle Carceri, nobile
- Gattapone, architetto italiano